# براونزویل (کنتاکی)
براونزویل (به انگلیسی: Brownsville) شهری در ایالت کنتاکی کشور ایالات متحده آمریکا است که جمعیت آن در سرشماری سال ۲۰۱۰ میلادی، ۸۳۶ نفر بوده‌است.